# Belpre (Ohio)
Pour les articles homonymes, voir Belpre.
Belpre est une municipalité américaine située dans le comté de Washington en Ohio. Lors du recensement de 2010, sa population est de 6 441 habitants.

## Géographie
Belpre se trouve sur la rivière Ohio.
Selon le Bureau du recensement des États-Unis, la municipalité s'étend en 2010 sur une superficie de 3,57 milles carrés (9,25 km2), dont 0,08 mille carré (0,21 km2) d'étendues d'eau.

## Histoire
La ville est fondée en 1788-89 par des fermiers originaires de Nouvelle-Angleterre. Son nom (aussi écrit Belpré) provient du français et signifie « belle prairie ».
Belpre compte plusieurs monuments inscrits au Registre national des lieux historiques :
- la maison du capitaine Jonathan Stone (1978)[4], construite à partir de 1798 et déplacée en 1825 c'est le plus ancien bâtiment de la ville[5] ;
- la maison de Charles Rice Ames (1978), construite en 1843 dans un style Greek Revival[6] ;
- le pont du chemin de fer de la 6e rue (1982), construit en 1871 par le Baltimore and Ohio Railroad et reliant Belpre à Parkersburg en franchissant l'Ohio[7] ;
- Spencer's Landing (1992), construite en 1874 dans un style Second Empire[4].

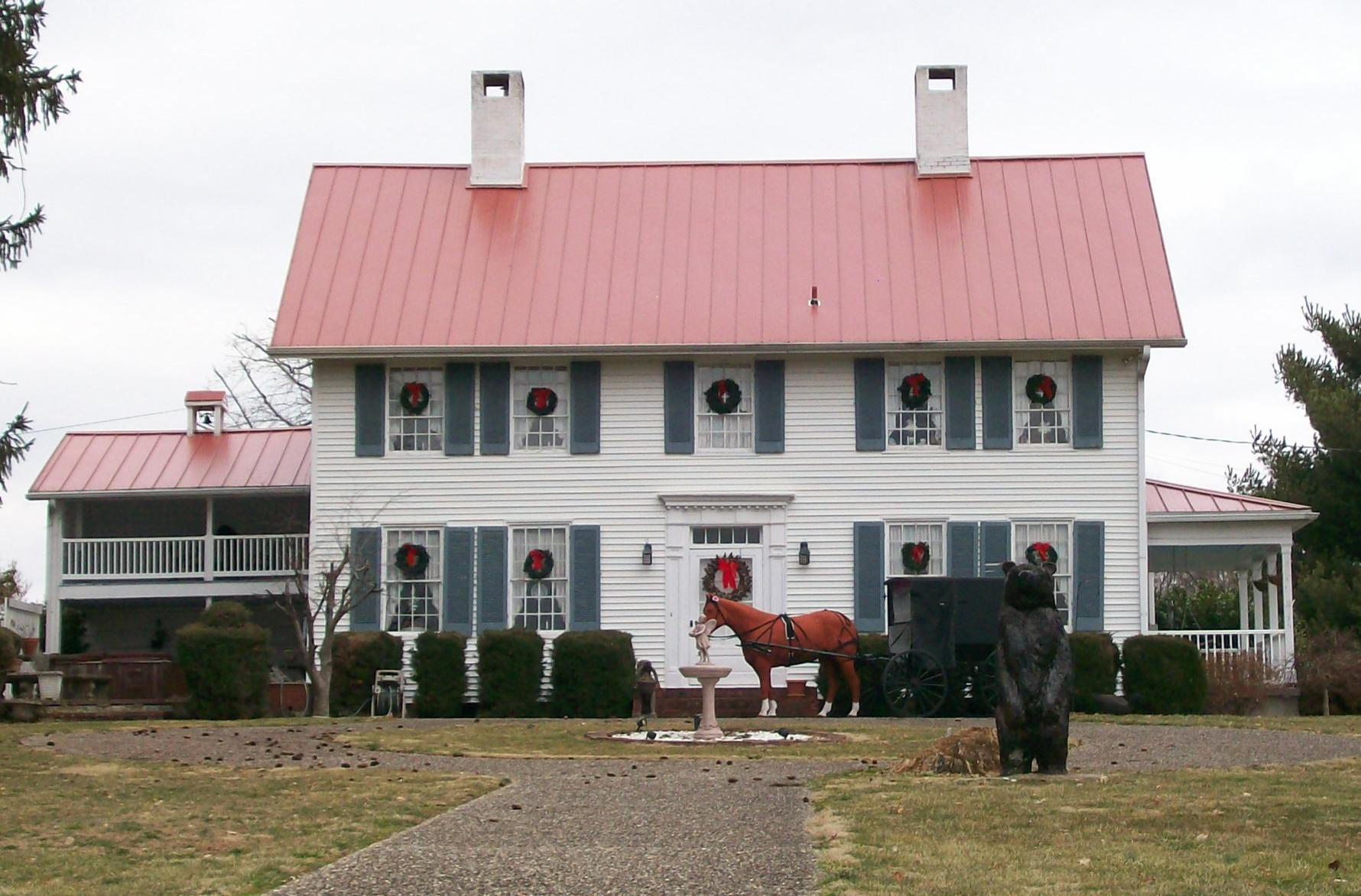
La maison Stone
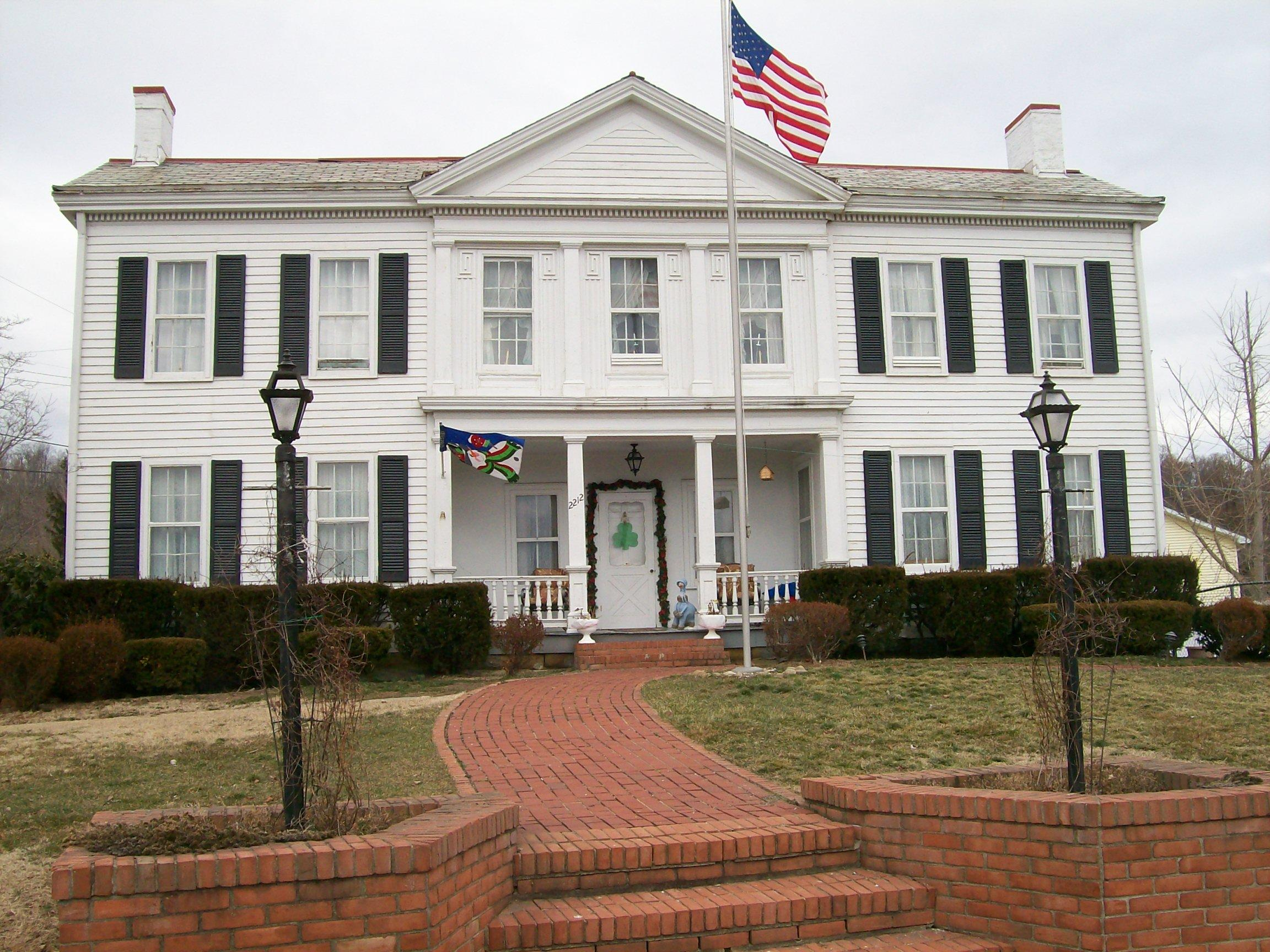
La maison Ames
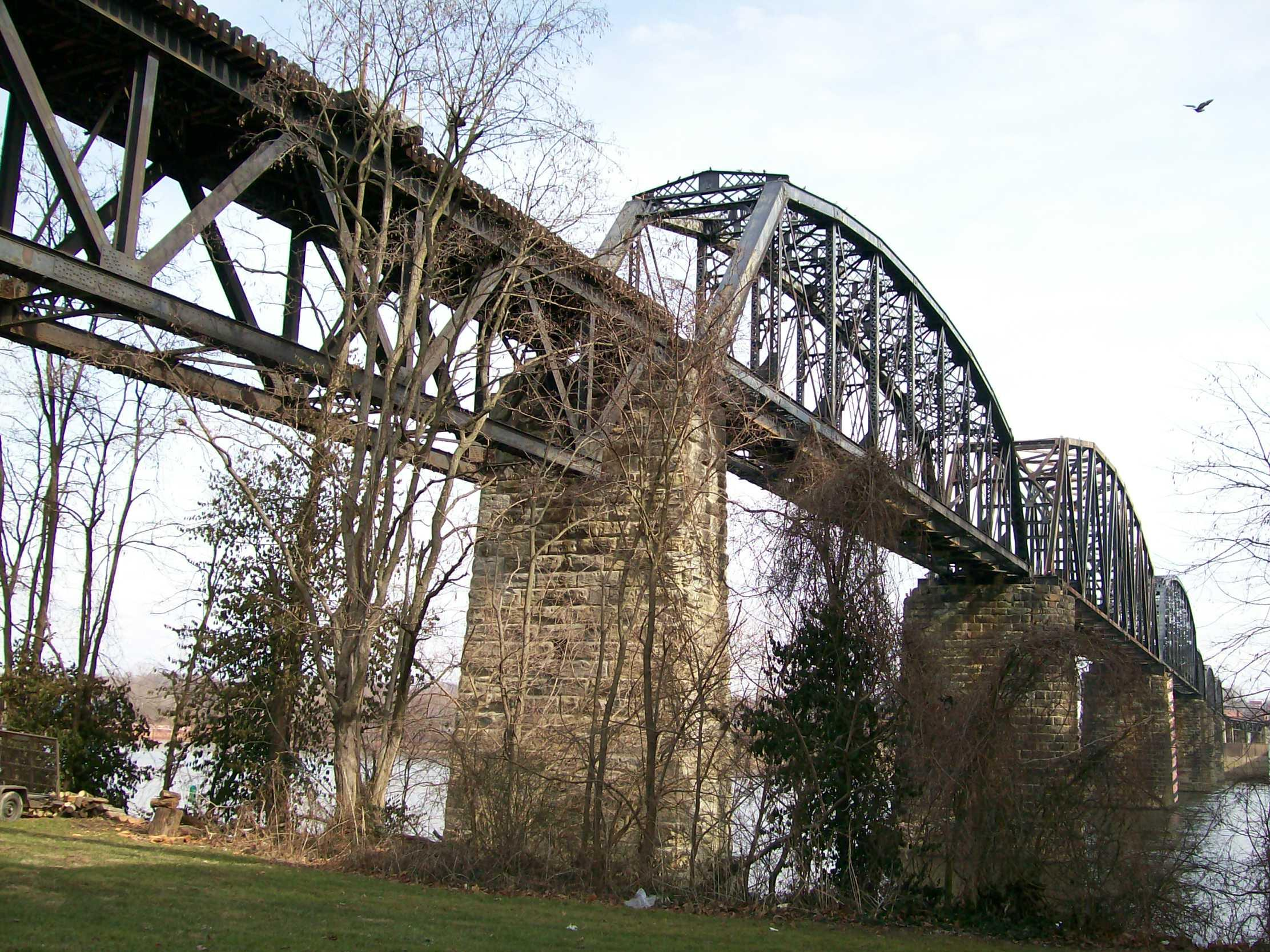
Le pont de la 6e rue
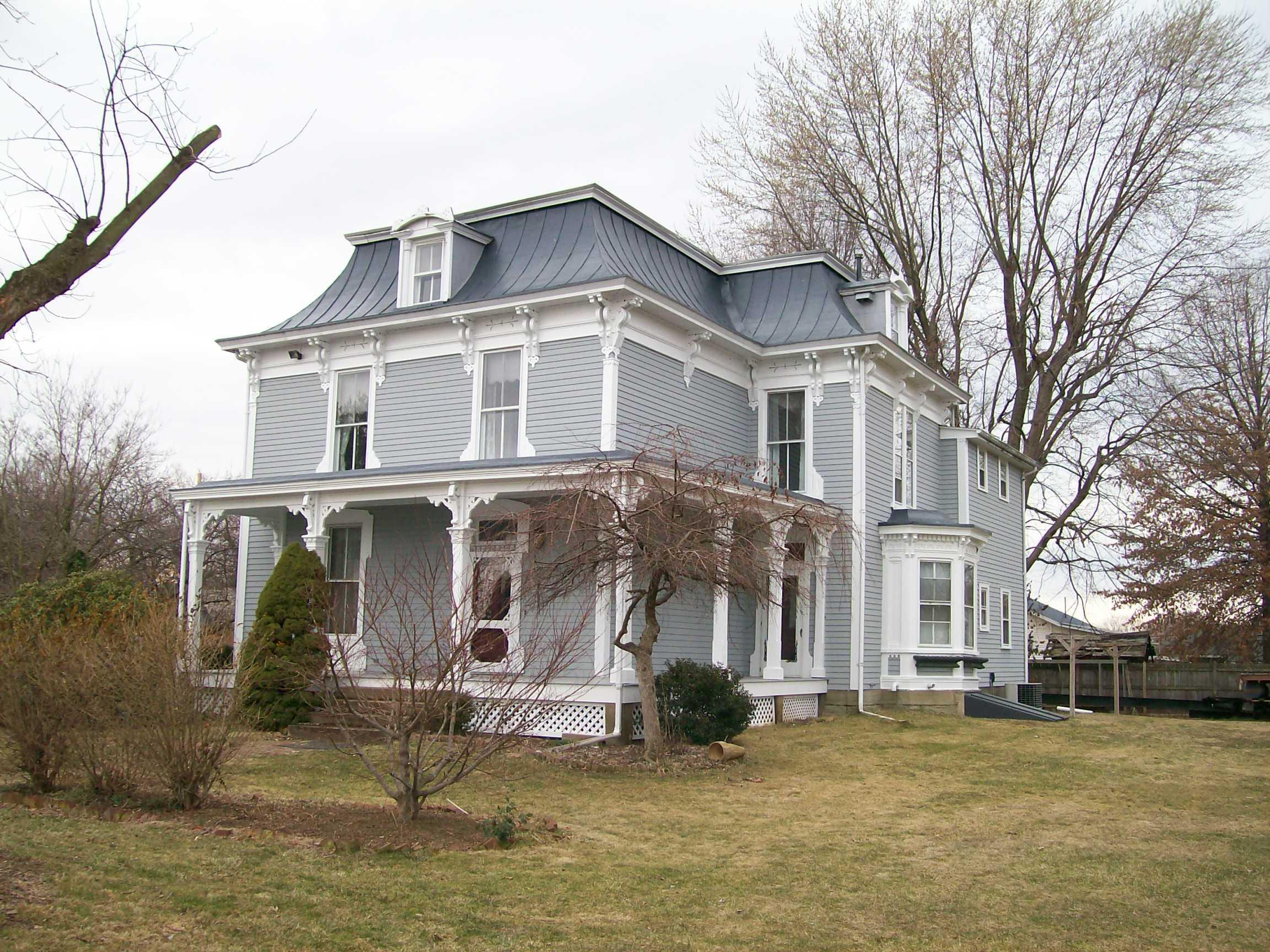
Spencer's Landing

## Démographie
La population de Belpre est estimée à 6 406 habitants au 1er juillet 2017.
| Groupe          | Belpre | Ohio | États-Unis |
| --------------- | ------ | ---- | ---------- |
| Blancs          | 91,6   | 82,2 | 76,6       |
| Afro-Américains | 3,2    | 12,9 | 13,4       |
| Asiatiques      | 0,8    | 2,3  | 5,8        |
| Métis           | 4,0    | 2,3  | 2,7        |
|                 |        |      |            |
| Hispaniques     | 0,9    | 3,8  | 18,1       |

Le revenu par habitant était en moyenne de 25 262 dollars par an entre 2012 et 2016, en-dessous de la moyenne de l'Ohio(27 800 dollars) et de la moyenne nationale (29 829 dollars). Sur cette même période, 20,4 % des habitants de Belpre vivaient sous le seuil de pauvreté (contre 14,0 % dans l'État et 12,3 % à l'échelle des États-Unis).